# Lucky 13
Lucky 13 (Afortunados 13 en España y Trece de la suerte en  Hispanoamérica) es el decimo tercer episodio de la primera temporada de Love, Death & Robots. Es el episodio número 13 de la serie en general. Esta basada en la historia corta homónima de Marko Kloos. El episodio trata sobre una nave de combate llamada Lucky 13 que tras perder 2 tripulaciones tiene mala fama, tanto así que ningún piloto quiere manejar la nave, dejando la nave solo para los novatos. Se estrenó el 15 de marzo del 2019 en Netflix.

## Argumento
Después de que se pierden dos tripulaciones en el Dropship # 13-02313, otros marines se vuelven supersticiosos y le dan el desafortunado barco a la novata teniente "Cutter" Colby. Cutter vuela veinte misiones sin bajas; bajo su cargo, el barco es conocido como "Lucky 13". Cutter, fiel a su oficio, deja pasar la actualización a modelos más nuevos. En una misión, 13 está conectado a tierra por un arma Subsurface; la nave falla, pero todos sus ocupantes sobreviven. Las tropas evacuan cuando Cutter ocupa combatientes enemigos; cuando está abrumada, Cutter configura 13 para autodestruirse para matar a muchas tropas enemigas que pueda. Después de llegar a la trinchera, Cutter observa cómo la nave no detona hasta que las tropas enemigas toman el control, donde 13 los derriba a todos con ella. Cutter recibe numerosas medallas y una nueva nave de combate de última generación, pero anhela una misión más en Lucky 13.

## Reparto de Voces
| Personaje          | Actor/Actriz original Estados Unidos | Actor/Actriz de doblaje Hispanoamérica | Actor/Actriz de doblaje España |
| ------------------ | ------------------------------------ | -------------------------------------- | ------------------------------ |
| Teniente Colby     | Samira Wiley                         | Andrea Porras                          | Inma Gallego                   |
| Oficial Lee        | Daisuke Tsuji                        | Víctor Ruiz                            | Cholo Moratalla                |
| Mayor Graham       | Nestor Serrano                       | Jorge Ornelas                          | José Antonio Eacobosa          |
| Sargento Howard    | Stanton Lee                          | Mario Aguilar                          | Pedro Tena                     |
| Sargento Pettibone | Noshir Dalal                         | Joaquín López                          | David Blanco                   |
| Cabo MacDonald     | Jeffrey Pierce                       | Víctor Ugarte                          | -                              |

## Símbolos
Al finalizar el intro, se nos presenta una serie de 3 símbolos, siendo: Un corazón (❤), una equis (❌) y una cabeza robótica (🤖); reflejando amor, muerte y robots respectivamente. De ahí los símbolos cambian velozmente, acoplándose a la temática del episodio en cuestión, en cada episodio los símbolos son distintos. En Lucky 13 nos presentan los siguientes símbolos:
- Un corazón palpitante humano (💓)
- Una equis (❌)
- Una herradura de caballo (🐎)

## Lanzamiento
Lucky 13 se estreno el 15 de marzo de 2019 en Netflix junto con el resto de episodios que componen el volumen 1.